# 노르웨이 교회
노르웨이 교회(노르웨이어: Den norske kirke, Den norske kyrkja)는 루터교의 종파 중 하나이다. 공식적으로는 2016년까지는 노르웨이의 국교였으나, 2017년부터 국교 제도가 폐지되었다.

## 역사
노르웨이 교회의 기원은 노르웨이에 기독교가 도입된 9세기로 거슬러 올라간다. 11세기에 왕이 되기 전 국외에서 세례를 받은 울라프 1세 트리그바손 왕(995년~1000년경 재위)과 울라프 2세 하랄손 왕(1015년~1030년 재위)은 백성들에게 강제로 기독교를 받아들이게 했다. 이에따라, 11세기가 끝날 무렵 노르웨이는 국민 대부분이 기독교도였다.
노르웨이의 종교 개혁은 젊었을 때 루터교로 개종한 덴마크와 노르웨이의 왕 크리스티안 3세(1534년∼1559년 재위) 때에야 일어났다. 노르웨이인들은 1539년에 개신교 신앙을 공식적으로 받아들였으며, 기존의 로마 가톨릭 교회의 교리를 유지한 사제와 신자들을 노르웨이에서 추방되었다.
1814년 노르웨이가 덴마크로부터 독립을 완수했을 때, 노르웨이 헌법에서 이 루터교 교회를 국가 교회로 승인했다.
최근에는 동성 결혼 등을 인정하고 있다.

## 교리
노르웨이 교회는 다음의 신조를 받들고 있다.
- 사도신경
- 니케아 신경
- 아타나시우스 신경
- 아우크스부르크 신앙고백
- 루터 소교리문답서

## 같이 보기
- 루터교 세계 연맹
- 덴마크 교회
- 핀란드 복음루터교회
- 아이슬란드 복음루터교회
- 스웨덴 교회